# Stade Adrar
Stade Adrar (arabiska: ملعب أدرار), är en multi-funtionsarena i Agadir, Marocko.
Arenan invigdes den 11 oktober 2013 och används främst för fotbollsmatcher. Den är hemmaplan för Hassania Agadirs fotbollslag. Arenan har en kapacitet på 45 480 åskådare.
Arenan var värd för världsmästerskapet i fotboll för klubblag 2013.